# 수유너머
수유너머는 대한민국의 인문학 연구소이다. 고전평론가 고미숙이 공부하던 수유리의 작은 공부방이 연구 공간 '수유너머'의 시작이다. 1998년 고병권, 이진경 등의 사회과학 분야 지식인들이 합류하면서 기틀을 다졌다. 대학로, 남산 등으로 여러 번 이전을 거쳤고 수유너머 길, 수유너머 R, 수유너머 N, 수유너머 문, 수유너머 구로, 수유너머 강원 등으로 분화했다.